# Ellen Gronemeyer
Ellen Gronemeyer (* 1979 in Fulda) ist eine deutsche Malerin und seit 2017 als Juniorprofessorin an der Kunstakademie Düsseldorf tätig.

## Leben
Ellen Gronemeyer, aufgewachsen in der nordhessischen Kleinstadt Fritzlar, begann nach dem Abitur 1998 ein Studium der Freien Kunst an der Hochschule für bildende Künste Hamburg (HFBK). Dort lernte sie unter anderem bei Stephan Dillemuth, Werner Büttner, Bogomir Ecker, Sabeth Buchmann und Daniel Richter. 2005 schloss sie mit dem Diplom ab.
Von 2006 bis 2009 hatte Gronemeyer einen Lehrauftrag am Chelsea College of Arts and Design in London inne.
2014 fand Gronemeyers erste museale Einzelausstellung im Ludwig Forum für Internationale Kunst statt.
2017 wurde Gronemeyer als Juniorprofessorin für Malerei an die Kunstakademie Düsseldorf berufen.
Seit dem Wegzug aus London ist Berlin Gronemeyers Lebensmittelpunkt.

## Auszeichnungen
- 2003: Stipendium der Studienstiftung des deutschen Volkes[1]
- 2009: Zeitsicht-Kunstpreis, Augsburg (Juror: Daniel Richter)[7]

## Ausstellungen

### Einzelausstellungen (Auswahl)
- 2004: Erste Strophe Erste Zeile, Pudelclub/Nomadenoase, Hamburg
- 2005: Ellen Gronemeyer, Galerie Karin Günther, Hamburg
- 2006: Ich häng Dir Deine Blässe um, greengrassi, London
- 2007: Ellen Gronemeyer, (mit Michael Hakimi) Andrew Kreps, New York
- 2007: Die Schlaflosen, Galleron, Hamburg
- 2009: Drop Me on the Corner, greengrassi, London
- 2010: Zeitsichtpreis 2009, Schaetzlerpalais, Augsburg
- 2011: CDU/CSU, Galerie Karin Günther, Hamburg
- 2012: Affentheater, Kimmerich, New York
- 2012: I have a difficult childhood, greengrassi, London
- 2014: Ellen Gronemeyer. Watchever, Ludwig Forum für Internationale Kunst, Aachen (mit Katalog)
- 2015: Keine Minute Ruhe, greengrassi, London
- 2015: Sweethearts, Kimmerich, Berlin
- 2016: Plankton, Galerie Karin Guenther, Hamburg
- 2017: Bochum, Kimmerich, Berlin
- 2018: frozen, Anton Kern Gallery, New York
- 2020: Midnight magic wild summer, greengrassi, London
- 2021: Tausendmal Du, Anton Kern Gallery, New York

### Gruppenausstellungen (Auswahl)
- 2009: Cœur de Femme, Galerie Sophie Scheidecker, Paris
- 2009: Jean-Luc Blanc, Opera Rock, CAPC musée d’art contemporain de Bordeaux
- 2010: BigMinis, CAPC, Bordeaux
- 2011: Flaca / Tom Humphreys, Portikus, Frankfurt am Main
- 2011: Hysteria, Laughter and a sense of Seriousness, Gregor Staiger, Zürich
- 2011: Capitain Pamphile, Sammlung Falkenberg, Hamburg
- 2012: Verena Dengler, Ellen Gronemeyer, Helena Huneke, Alex Olson, Shane Campbell Gallery, Chicago
- 2013: Painting Forever!, Kunst-Werke, Berlin
- 2013: Forget About the Sweetbreads, James Fuentes, New York
- 2015: Raw and Delirious, Kunsthalle Bern
- 2015: Le Souffleur – Schürmann trifft Ludwig, Ludwig Forum Aachen
- 2016: A Slow Succession with Many Interruptions, San Francisco Museum of Modern Art
- 2016: Phyllis Bramson, Ann Craven, Ellen Gronemeyer, Jim Lutes, Eric Mack, Dianna Molzan, Ivan Morley, Shane Campbell Gallery, Chicago
- 2016: To Lie In The Cheese, To Smile In The Butter, Kunstsaele Berlin
- 2016: Surrreal, König Galerie, Berlin, Germany
- 2017: The Happy Fainting of Painting #2, kuratiert von Hans-Jürgen Hafner und Gunter Reski, Galerie Krobath, Wien
- 2017: Utopias are more or less fascistic, Nicolas Krupp, Basel
- 2018: Ellen Gronemeyer, Deborah Remington, Torsten Slama, Alice Tippit, Kimmerich, Berlin
- 2019: Realism with Ribbon, Kunstverein Harburger Bahnhof, Hamburg
- 2020: Old Technology, Anton Kern Gallery, New York
- 2021: Werden: From Michelangelo To, Tiroler Landesmuseen, Innsbruck
- 2021: Tales of Manhattan, Anton Kern Gallery, New York
- 2021: Andante Remix, Linseed Projects, Shanghai
- 2022: Sarah Braman, Ellen Gronemeyer, Margherita Manzelli, Alice Tippit, Linn Lühn in Zusammenarbeit mit Kimmerich, Düsseldorf

## Werke (Auswahl)
- Exclamation-marc, 2015, Öl auf Leinwand, 160 × 120 cm, San Francisco Museum of Modern Art[8]